# Augusto Rocchi
Augusto Rocchi (Milano, 15 giugno 1952) è un politico e sindacalista italiano.

## Biografia

### L'impegno sindacale
Fin da giovane è delegato sindacale della Federazione Lavoratori Metalmeccanici e poi della Fisac CGIL. 
Nel 1980 viene eletto segretario generale della Fiom della Brianza e dopo cinque anni della Fiom di Milano. Nella CGIL fa parte della minoranza di sinistra "Essere Sindacato". Successivamente viene eletto nella segreteria della Camera del Lavoro di Milano, di cui diventa vicesegretario. Da metà anni Novanta fino al 2002 è segretario aggiunto della CGIL provinciale di Milano.

### La militanza politica
Nel 1971 si iscrive al PCI; successivamente entra nella segreteria della federazione milanese della FGCI. Diventa poi segretario regionale dell'organizzazione giovanile in Lombardia e successivamente entra nella segreteria nazionale della FGCI come responsabile nazionale dei giovani lavoratori.
Dopo lo scioglimento del PCI, è uno dei principali dirigenti del Partito della Rifondazione Comunista nella città di Milano (di cui è eletto segretario provinciale nel 2002) e della Lombardia.
Viene candidato ed eletto alla Camera dei deputati dopo le elezioni politiche del 2006 e per i due anni della Legislatura fa parte della XI Commissione (Lavoro pubblico e privato). Non viene rieletto in Parlamento dopo le elezioni politiche del 2008.
Al congresso nazionale di Rifondazione dell'estate 2008 appoggia la mozione guidata da Nichi Vendola, ma alcuni mesi dopo non ne condivide la scelta di uscire dal partito: dal 2009 diventa Responsabile nazionale del dipartimento Economia del PRC guidato da Paolo Ferrero.
Nel 2013 è candidato alle elezioni politiche con Rivoluzione Civile nella regione Marche, senza risultare eletto.